# Cases d'Enric Pi
Cases d'Enric Pi és una obra del municipi de Sant Cugat del Vallès (Vallès Occidental) inclosa en l'Inventari del Patrimoni Arquitectònic de Catalunya.

## Descripció
Conjunt de dues cases entre mitgeres, bessones. Són de planta quadrada i formades per planta baixa i pis. Destaquen per l'ornamentació de les façanes, sobretot a les finestres que s'han decorat amb ornamentació floral de terracota.